# Kalam-e Sarandscham
Das Kalam-e Sarandscham (türkisch Serencam, persisch كلام سرانجام, DMG kalām-e sar-anǧām, ‚Das abschließende Wort [Gottes]‘) ist der zentrale Text der Religionsgemeinschaft Ahl-e Haqq, der im 15. Jahrhundert nach den Lehren von Sultan Sahak verfasst wurde. 
Die Ahl-e Haqq glauben, dass das Kalam-e Sarandscham die letzte Botschaft Gottes an die Welt sei und betrachten das Original in Gorani als wörtlich von Gott diktiert.